# Rita Serna
Rita Serna Silva (Veracruz, 5 de junio de 1914 -¿?) fue una escritora, maestra, investigadora y funcionaria mexicana.

## Trayectoria
Serna estudió en la Escuela Normal Veracruzana, para más tarde ingresar en la Universidad Femenina de Veracruz donde se formó como locutora y trabajadora social. Su carrera profesional estuvo centrada en la Educación y el Servicio Público. En 1931, comenzó a trabajar como docente en escuela José María Morelos de Coatepec y, al año siguiente, en 1932, se trasladó a la Escuela Pluviosilla. Durante esta época ejerció también como redactora en El Dictamen, un diario independiente de su ciudad con una línea editorial muy combativa y crítica con el gobierno federal.
En su trayectoria docente pasó por numerosos centros educativos, en los años 1934-1935 impartió clases en la Escuela Nueva de Veracruz. Más tarde, se trasladó a la escuela Francisco Ferrer Guardia de Xalapa, para volver a Veracruz en 1939. Fue, durante 19 años, Catedrática de la Universidad Femenina de Veracruz. Tras estos años como docente dio un giro a su carrera para hacerse cargo, en 1953,  del Departamento de Menores en el Penal de Allende, donde fundó la escuela Ignacio Allende, cuyo cometido era la integración de menores desfavorecidos.
Trabajó como supervisora en el ayuntamiento, donde creó el Departamento de Readaptación de Menores. En 1958, se fundó el Hogar del Niño Leona Vicario, Serna trabajó allí desde su fundación hasta 1974. Formó parte de la delegación mexicana al Congreso de Criminología en Argentina en 1969, y asistió al Congreso Internacional Unión Femenina Ibero Americana (UFIA), celebrado en Madrid. Fue presidenta de la Asociación de Trabajadoras Sociales de Veracruz, en dos ocasiones, de la Asociación de Maestras Veracruzanas y de la Delegación de Jubilados.
Investigó en el Archivo General de Indias en el año 1947 sobre la constitución del primer ayuntamiento en América.

## Reconocimientos
Serna es una de las investigadoras incluida en el proyecto de la Subdirección General de Archivos Estatales titulado “Mujeres Investigadoras de Archivos Estatales (1900-1970)”, proyecto conjunto de Descripción Archivística y creación de un micrositio propio en el Portal de Archivos Españoles - PARES. Esta iniciativa fue impulsada por el Ministerio de Cultura con el objetivo de reconocer y poner en  valor las contribuciones de aquellas mujeres que desarrollaron investigaciones en los diferentes archivos estatales a principios del siglo XX.
Cuenta con una calle en el municipio mexicano de Veracruz, este reconocimiento es uno de los hitos del proyecto denominado “Así se llaman ellas” que forma parte de un movimiento mundial por el reconocimiento y reivindicación de las mujeres.